# King's Field IV
King's Field IV — рольова відеогра від першої особи з середньовічним сетинґом, розроблена компанією FromSoftware для платформи PlayStation 2 в 2001 році.  В Північній Америці гра вийшла під назвою King's Field: The Ancient City. Це четверта гра серії King's Field. Agetec видали гру в 2002 році для Північної Америки, а Metro 3D видала її в Європі в 2003 році. 

## Сюжет
У землях Хеладін (англ. Heladin) щось не так. Їхній король, вражений подарованим дивним ідолом, лежить присмерті. Країна була охоплена невідомою журбою, певною темрявою, що заплямовує душу людини. З моменту, коли ідол з’явився в королівстві, колись процвітаюча нація впала в стан корупції та гниття. Побоюючись за життя свого короля та за свій дім, майстер меча Септієго (англ. Septiego) взяв батальйон своїх найкращих людей, щоб повернути ідола, який, як вважалося, був джерелом цієї трагедії. На жаль, цих людей більше ніхто не бачив. Ідол вважався втраченим назавжди, але розпад нації продовжувався.
Тим часом у сусідньому королівстві Азалін (англ. Azalin) біля порога принца Девіана (англ. Prince Devian) з’являється закутана фігура. Темний незнайомець у своєму плащі створив предмет загнивання Геладіна (англ. Heladin): Ідол скорботи (англ. The Idol of Sorrow). Початково ідол був узятий із зруйнованих глибин Святої Землі, яка нині відома як Земля Катастроф (англ. Land of Disaster), і відданий нічого не підозрюючому королю Геладіна. Якщо ідол залишався за межами стародавнього міста, Гелладін та можливо Азалін були приречені відображати викривленні мегаполіси що з’єднують численні печери Землі Катастроф.
Девіан рішуче приступив до повернення проклятого ідола, щоб повернути добробут та процвітання в своє сусіднє королівство. Пригоди древнім містом призведуть до численних відкриттів, котрі були втрачені після краху Святої Землі (англ. Holy Land). Він зіткнеться із залишками батальйону Септієго і врешті-решт відкриє долю їхнього господаря. Принц Девіан дізнається про древній і мудрий Лісовий Народ (англ. Forest Folk), сусідній Земний Народ (англ. Earth Folk) та їхню війну проти кошмарного Темного Народу (англ. Dark Folk). Ці та багато інших таємниць можуть відкритись молодому принцу, але чи витримає він тягар цих жахливих істин?

## Оцінки та відгуки
Гра отримала “змішані” відгуки, згідно з агрегатором рецензій вебсайтом Metacritic. Японський ігровий журнал Famitsu оцінив гру на 30 пунктів із 40.